# التقويم السنوي في المدارس في الولايات المتحدة
قامت مراجعة في 2016 بتعريف التقويم السنوي كالآتي:
على عكس تقويم «السنة الممتدة» التي يمكن أن تحتوي على مائتي يوم دراسي، التقويم السنوي لا يزيد من أيامه الدراسية ولكن يعيد توزيع عدد الأيام المعتاد الذي يتراوح بين 175 و180، ليستبدل نظام التسعة أشهر دراسة وثلاثة أشهر عطلة الذي كان لازماً بسبب عادات زراعية في السابق بجدول أكثر توازناً بفترات دراسية أقصر وعطلات أيضاً قصيرة يتم توزيعها على فصول السنة الأربعة. تتبع عشرة في المئة من المدارس الحكومية في الولايات المتحدة الأمريكية التقويم السنوي. ويناقش تسليط الضوء البحثي على التعليم على مدار السنة التقويم على مدار السنة. وينتج التقويم الأساسي على مدار السنة نسبة تتراوح بين 45 و15. وهذا يشير إلى بقاء الطلاب في المدرسة لمدة 45 يوما، ثم الحصول على 15 يوما من الراحة. الطلاب لا يحصلون على عطلة عيد الشكر التقليدية، عطلة عيد الميلاد، عطلة الربيع، وعطلة الصيف.